# Euskaltel-Euskadi 2008
Questa voce raccoglie le informazioni riguardanti la Euskaltel-Euskadi nelle competizioni ufficiali della stagione 2008.

## Stagione
La squadra ciclistica spagnola Euskaltel-Euskadi partecipò, nella stagione 2008, all'UCI ProTour, giungendo settima nella classifica finale a squadre. A livello individuale arrivò una vittoria nel circuito Pro e sei in quello Continental.

## Organico

### Rosa
|  | Naz.              |  | Sportivo            | Anno |  |  |
|  | ----------------- |  | ------------------- | ---- |  |  |
|  | Spagna (bandiera) |  | Josu Agirre         | 1981 |  |  |
|  | Spagna (bandiera) |  | Beñat Albizuri      | 1981 |  |  |
|  | Spagna (bandiera) |  | Igor Antón          | 1983 |  |  |
|  | Spagna (bandiera) |  | Lander Aperribai    | 1982 |  |  |
|  | Spagna (bandiera) |  | Javier Aramendia    | 1986 |  |  |
|  | Spagna (bandiera) |  | Mikel Astarloza     | 1979 |  |  |
|  | Spagna (bandiera) |  | Jorge Azanza        | 1982 |  |  |
|  | Spagna (bandiera) |  | Jon Bru             | 1977 |  |  |
|  | Spagna (bandiera) |  | Koldo Fernández     | 1981 |  |  |
|  | Spagna (bandiera) |  | Aitor Galdós        | 1979 |  |  |
|  | Spagna (bandiera) |  | Dionisio Galparsoro | 1978 |  |  |
|  | Spagna (bandiera) |  | Aitor Hernández     | 1982 |  |  |
|  | Spagna (bandiera) |  | Markel Irizar       | 1980 |  |  |
|  | Spagna (bandiera) |  | Iñaki Isasi         | 1977 |  |  |
|  | Spagna (bandiera) |  | Andoni Lafuente     | 1985 |  |  |
|  | Spagna (bandiera) |  | Iñigo Landaluze     | 1977 |  |  |
|  | Spagna (bandiera) |  | Antton Luengo       | 1981 |  |  |
|  | Spagna (bandiera) |  | Egoi Martínez       | 1978 |  |  |
|  | Spagna (bandiera) |  | Juan José Oroz      | 1980 |  |  |
|  | Spagna (bandiera) |  | Alan Pérez          | 1982 |  |  |
|  | Spagna (bandiera) |  | Rubén Pérez         | 1981 |  |  |
|  | Spagna (bandiera) |  | Samuel Sánchez      | 1978 |  |  |
|  | Spagna (bandiera) |  | Amets Txurruka      | 1982 |  |  |
|  | Spagna (bandiera) |  | Iván Velasco        | 1980 |  |  |
|  | Spagna (bandiera) |  | Gorka Verdugo       | 1978 |  |  |
|  | Spagna (bandiera) |  | Haimar Zubeldia     | 1977 |  |  |

## Palmarès

### Corse a tappe
- Tour de Suisse

2ª tappa (Igor Antón)
- Vuelta a Murcia

5ª tappa (Koldo Fernández)
- Vuelta a Castilla y León

5ª tappa (Koldo Fernández)
- Vuelta a Asturias

2ª tappa, parte B (Samuel Sánchez)
- Euskal Bizikleta

2ª tappa (Koldo Fernández)

### Corse in linea
- Tour de Vendée (Koldo Fernandez)

## Classifiche UCI

### UCI ProTour
Individuale
Piazzamenti dei corridori dell'Euskaltel-Euskadi nella classifica individuale UCI ProTour 2008.
| Pos. | Ciclista        | Punti |
| ---- | --------------- | ----- |
| 11   | Mikel Astarloza | 60    |
| 22   | Haimar Zubeldia | 48    |
| 32   | Igor Antón      | 38    |
| 84   | Samuel Sánchez  | 7     |
| 122  | Gorka Verdugo   | 2     |

### Squadra
La squadra Euskaltel-Euskadi chiuse in settima posizione con 160 punti.